# Jun Naitō
Jun Naitō (内藤 潤?, Naitō Jun; Prefettura di Fukui, 18 dicembre 1970) è un ex calciatore giapponese, di ruolo centrocampista.